# Gyermely
Gyermely ist eine ungarische Gemeinde im Kreis Tatabánya im Komitat Komárom-Esztergom. Zur Gemeinde gehört der westlich gelegene Ortsteil Gyarmatpuszta.

## Geografische Lage
Gyermely liegt 18,5 Kilometer östlich des Komitatssitzes und der Kreisstadt Tatabánya. Nachbargemeinden sind Bajna, Epöl, Máriahalom, Szomor, Mány, Csabdi, Tarján und Héreg. Die höchste Erhebung auf dem Gemeindegebiet ist der 344 Meter hohe Berg Bő-Somlyó.

## Geschichte
Im Jahr 1913 gab es in der damaligen Kleingemeinde 276 Häuser und 1598 Einwohner auf einer Fläche von 7808 Katastraljochen. Sie gehörte zu dieser Zeit zum Bezirk Tata im Komitat Komárom.

## Gemeindepartnerschaft
- Neuenhaus, Deutschland, seit 2010

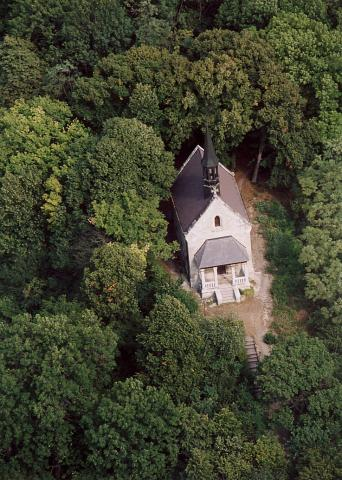
Röm.-kath. Kapelle Szent Móric és társai vértanúk

## Sehenswürdigkeiten
- Jagdhaus (Vadászház), im Ortsteil Gyarmatpuszta
- Kalvarienberg (Kálvária)
- Reformierte Kirche, erbaut 1785–1786, der Turm wurde 1816 hinzugefügt
- Römisch-katholische Kirche Szent István király, erbaut Mitte des 18. Jahrhunderts
- Römisch-katholische Kapelle Szent Móric és társai vértanúk, 1879 erbaut, 2002 restauriert, im Ortsteil Gyarmatpuszta
- Waldschule (Erdei iskola), im Ortsteil Gyarmatpuszta
- Weltkriegsdenkmal (I. világháborús emlékmű)

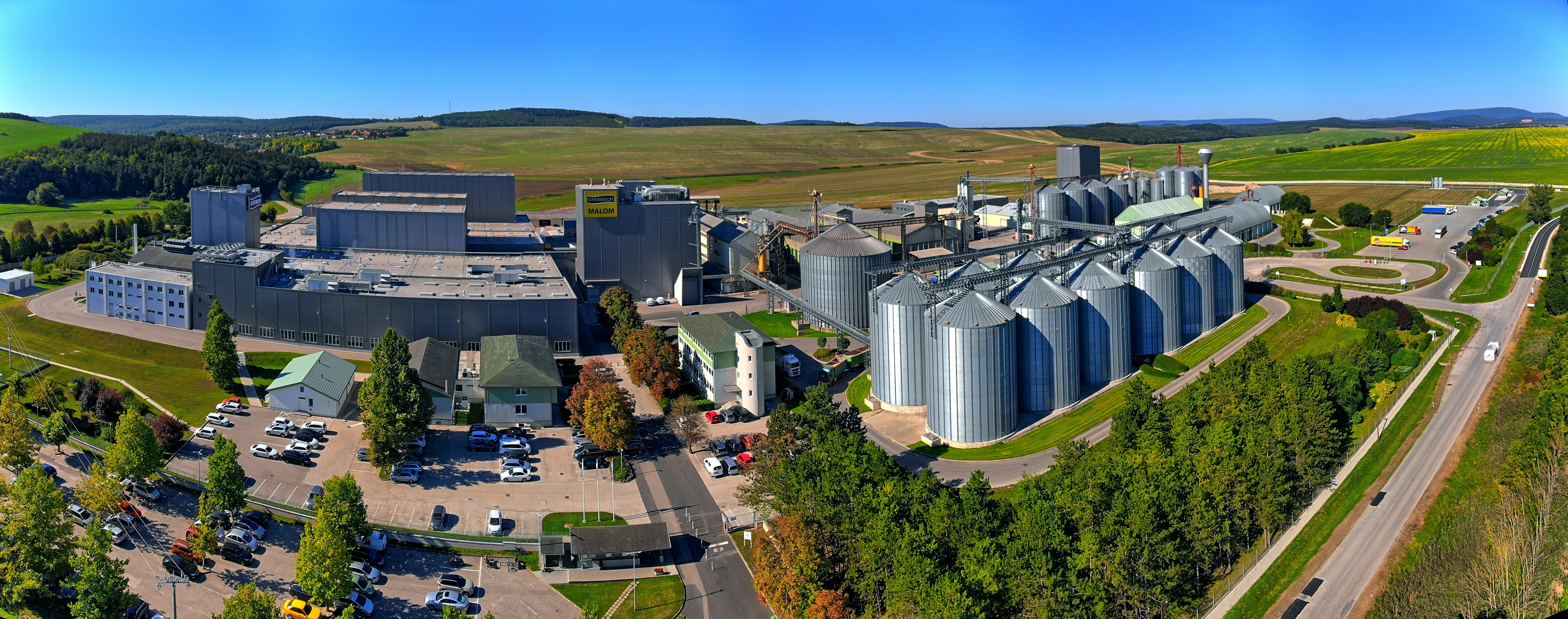
Fabrikgelände von Gyermelyi Tésztagyár

## Infrastruktur und Verkehr
Eine besondere Bedeutung für die Gemeinde hat die 1971 gegründete Fabrik Gyermelyi Tésztagyár, die hauptsächlich Teigwaren produziert, die in ganz Ungarn sowie dem benachbarten Ausland verkauft werden. Durch Gyermely verläuft die Landstraße Nr. 1123. Die nächstgelegenen Bahnhöfe befinden sich in Bicske und Herceghalom.